# Lélis Lara
Lélis Lara CSsR (ur. 19 grudnia 1925 w Divinópolis, zm. 8 grudnia 2016 w diecezji Itabira–Fabriciano) – brazylijski duchowny katolicki, biskup pomocniczy Itabira 1976-1995 i biskup diecezjalny Itabira–Fabriciano 1996-2003.

## Życiorys
Święcenia kapłańskie otrzymał 2 lutego 1951.
6 grudnia 1976 papież Paweł VI mianował go biskupem pomocniczym Itabira, ze stolicą tytularną Cellae in Mauretania. 2 lutego 1977 z rąk biskupa Mário Teixeira Gurgela przyjął sakrę biskupią. W 1979 diecezja zyskała nazwę Itabira–Fabriciano. 6 grudnia 1995 wyznaczony na biskupa koadiutora. 15 maja 1996 objął obowiązki biskupa diecezjalnego. 22 stycznia 2003 ze względu na wiek na ręce papieża Jana Pawła II złożył rezygnację z zajmowanej funkcji.
Zmarł 8 grudnia 2016 w Coronelie Fabricianie.